# Wurdackanthus argyreus
Wurdackanthus es un género monotípico de plantas con floresperteneciente a la familia Gentianaceae. Su única especie, Wurdackanthus argyreus, es originaria de Venezuela.

## Taxonomía
Wurdackanthus argyreus fue descrita por  Bassett Maguire y publicado en Phytologia 57(4): 312. 1985.
Sinonimia
- Symbolanthus aracamuniensis Steyerm.
- Symbolanthus argyreus (Maguire) Struwe & K.R. Gould[3]